# Ghiacciaio Baronick
Il ghiacciaio Baronick è un ghiacciaio lungo circa 10 km situato nella regione centro-occidentale della Dipendenza di Ross, nell'Antartide orientale. Il ghiacciaio, il cui punto più alto si trova a circa 800 m s.l.m., si trova sulla costa di Hillary e ha origine dal versante sud-occidentale della dorsale Royal Society, da cui fluisce verso sud-ovest fino a unire il proprio flusso a quello del ghiacciaio Skelton.

## Storia
Il ghiacciaio Baronick è stato mappato da membri dello United States Geological Survey (USGS) grazie a fotografie aeree scattate dalla marina militare statunitense nel periodo 1960-62, e così battezzato dal Comitato consultivo dei nomi antartici in onore di Michael P. Baronick, un aviatore della squadriglia di sviluppo VX-6, che operò alla base aerea Williams, presso il canale McMurdo, nell'inverno del 1956 e che tornò poi in Antartide per diverse stagioni estive.